# Eugène Cormon
Pour les articles homonymes, voir Cormon et Piestre.
Eugène Cormon, né Pierre-Étienne Piestre, le 5 mai 1810 à Lyon 2e et mort le 7 mars 1903 à Paris 9e, est un dramaturge français.

## Biographie
Fils de Jean-Louis Piestre, chef de bureau à la préfecture du Rhône, et de Jeanne Cormon, il descendait, par cette dernière, de la famille des libraires Cormon, dont il a pris le nom, en abordant la carrière théâtrale.
Auteur extrêmement prolifique, il a écrit, depuis ses débuts en 1842, plus de deux cents œuvres dramatiques de genres différents, drames, vaudevilles ou opéras-comiques, presque toujours en collaboration, notamment avec Adolphe d'Ennery, Laurencin, Eugène Grangé, Michel Carré, etc. De celles-ci, seules trois ont été composées par lui seul. Il a collaboré avec Honoré de Balzac à l’adaptation de son roman César Birotteau en 1838.
Sa pièce la plus populaire reste les Deux Orphelines, drame en 5 actes écrit en collaboration avec d’Ennery créé le 20 janvier 1874 au théâtre de la Porte Saint-Martin. De lui, on cite surtout les Crochets du père Martin, qui a obtenu plusieurs centaines de représentations, Paris la nuit, Corneille et Rotrou. On lui doit également le livret de nombreux opéras et opéras-comiques, dont Les Pêcheurs de perles de Georges Bizet, Robinson Crusoé de Jacques Offenbach ou les Dragons de Villars de Louis-Aimé Maillart.
Directeur de la scène à l’Opéra de Paris de 1859 à 1871, il a remplacé, en 1871, Léon Carvalho au poste d’administrateur du théâtre du Vaudeville, date à laquelle il a à peu près cessé de produire.
De la comédienne Caroline Paris (Charlotte Faris), épousée en 1838, il avait un fils, le peintre académique Fernand Cormon. Il était le grand-père de la cantatrice Élise Mayrargues.
À l’issue de ses obsèques au temple de la rue Roquépine, il a été inhumé au cimetière de Montmartre. Au moment même où il mourait, le théâtre des Célestins reprenait son célèbre drame des Crochets du père Martin.
Doyen des dramaturges français, il a été nommé chevalier de la Légion d'honneur le 15 août 1860.

## Œuvres partielles
- Les Honneurs sans profits, comédie vaudeville en 2 actes, avec Augustin Lagrange, 1832.
- Un aveu, comédie-vaudeville en un acte, avec Lagrange, 1833.
- Flore et Zéphyr, folie-vaudeville en un acte, avec Lagrange, 1834.
- Les Gueux de mer, ou la Belgique sous Philippe II, drame en trois actes, avec Lagrange, 1835.
- Le Prisonnier d'une femme, comédie-vaudeville en 1 acte, avec Lagrange, 1836.
- Les Trois Jeannette, vaudeville en 1 acte, avec Lagrange, 1836.
- Le Mariage en capuchon, comédie-vaudeville en deux actes, avec Lagrange, 1838.
- César Birotteau, drame-vaudeville en trois actes, avec Lagrange et Honoré de Balzac, 1838.
- Corneille et Rotrou, comédie en 1 acte, avec Ferdinand de Laboullaye, 1845.
- Philippe II, roi d'Espagne, drame, 1846.Cette pièce a inspiré l'opéra de Giuseppe Verdi, Don Carlos (1867).
- Gastibelza, opéra, avec Adolphe d'Ennery, musique Louis-Aimé Maillart, 1847.
- Mlle Agathe, comédie-vaudeville en un acte, avec Adolphe d'Ennery et Lagrange, 1847.
- Deux Sergents, avec Jean Amand Lacoste, dit Saint-Amand, musique de Nicolas Louis au théâtre de Reims, 1850.
- Le Chien du Jardinier, opéra-comique en un acte, en collaboration avec Lockroy, musique d'Albert Grisar, 1855.
- Théâtre des zouaves, vaudeville en un acte mêlé de couplets (dont Voilà l'Zouzou), en collaboration avec Eugène Grangé, 1855.
- Les Dragons de Villars, opéra-comique, avec Lockroy, musique Louis-Aimé Maillart, 1856.
- Les Crochets du père Martin, drame en 3 actes, avec Eugène Grangé, théâtre de la Gaîté, 3 aout 1858.
- Les Pêcheurs de perles, opéra, avec Michel Carré, musique Georges Bizet, 1863.
- José Maria, opéra-comique, avec Henri Meilhac, musique Jules Cohen, 1866.
- Robinson Crusoé, opéra-comique avec Hector Crémieux, musique de Jacques Offenbach, 1867.
- Les Deux Orphelines, avec Adolphe d'Ennery, théâtre de la Porte-Saint-Martin, 20 janvier 1874.
- Une cause célèbre, avec Adolphe d'Ennery, théâtre de l'Ambigu-Comique, 4 décembre 1877, théâtre de la Porte Saint-Martin, 27 décembre 1877.